# 纵目乡
纵目乡是中国陕西省渭南市白水县下辖的一个乡。

## 行政区划
纵目乡下辖以下行政区：
富平村、群英村、南彭村、北彭村、东坡村、石索村、丘坪村、落雁村、尧科村